# Вальтер Ельфляйн
Вальтер Ельфляйн (нім. Walter Elflein; 10 грудня 1914, Нойштадт-бай-Кобург — 30 грудня 2000, Ліхтенфельс) — німецький офіцер, майор резерву вермахту (1 червня 1944). Кавалер Лицарського хреста Залізного хреста з дубовим листям.

## Біографія
В 1935 році вступив добровольцем в 42-й піхотний полку, вийшов у відставку у званні фельдфебеля. В серпні 1939 року призваний в армію та призначений командиром взводу 2-ї роти 95-го піхотного полку 17-ї піхотної дивізії. Учасник Польської і Французької кампаній, а також Німецько-радянської війни. 1 листопада 1939 року призначений командиром 1-ї роти свого полку. З 1 лютого 1942 року — командир 2-го батальйону свого. Відзначився у боях в районі Гжатська. З 1 серпня 1943 року — командир 1-го батальйону. Під час боїв на Міусі командував бойовою групою, відзначився у боях за Таганрог. В листопаді 1943 року в боях під Нікополем важко поранений. З 1 серпня 1944 року — викладач тактики у військовому училищі в Потсдамі, потім — в Шверіні. Після закінчення війни працював викладачем.

## Нагороди
- Залізний хрест
  - 2-го класу (5 грудня 1939)
  - 1-го класу (1 липня 1941)
- Штурмовий піхотний знак в сріблі (13 вересня 1941)
- Німецький хрест в золоті (26 грудня 1941)
- Медаль «За зимову кампанію на Сході 1941/42»
- Лицарський хрест Залізного хреста з дубовим листям
  - лицарський хрест (8 жовтня 1943)
  - дубове листя (№ 347; 5 грудня 1943)
- Нагрудний знак «За поранення» в золоті (5 грудня 1943)
- Нагрудний знак ближнього бою в бронзі